# Пламстедвілл (Пенсільванія)
Пламстедвілл (англ. Plumsteadville) — переписна місцевість (CDP) в США, в окрузі Бакс штату Пенсільванія. Населення — 2553 особи (2020).

## Географія
Пламстедвілл розташований за координатами 40°22′56″ пн. ш. 75°8′25″ зх. д. / 40.38222° пн. ш. 75.14028° зх. д. (40.382300, -75.140266).  За даними Бюро перепису населення США в 2010 році переписна місцевість мала площу 6,18 км², з яких 6,18 км² — суходіл та 0,00 км² — водойми.

## Демографія
Згідно з переписом 2010 року, у переписній місцевості мешкало 2637 осіб у 824 домогосподарствах у складі 692 родин. Густота населення становила 426 осіб/км².  Було 846 помешкань (137/км²).
Расовий склад населення:
| - 94,4 % — білих - 1,1 % — азіатів - 0,3 % — чорних або афроамериканців - 2,7 % — осіб інших рас |

До двох чи більше рас належало 1,5 %. Частка іспаномовних становила 5,0 % від усіх жителів.
За віковим діапазоном населення розподілялося таким чином: 34,0 % — особи молодші 18 років, 60,2 % — особи у віці 18—64 років, 5,8 % — особи у віці 65 років та старші. Медіана віку мешканця становила 37,0 року. На 100 осіб жіночої статі у переписній місцевості припадало 96,5 чоловіків;  на 100 жінок у віці від 18 років та старших — 100,1 чоловіків також старших 18 років.
Середній дохід на одне домашнє господарство  становив 115 474 долари США (медіана — 106 875), а середній дохід на одну сім'ю — 134 870 доларів (медіана — 128 333). Медіана доходів становила 94 167 доларів для чоловіків та 50 144 долари для жінок. За межею бідності перебувало 4,6 % осіб, у тому числі 3,6 % дітей у віці до 18 років та 13,3 % осіб у віці 65 років та старших.
Цивільне працевлаштоване населення становило 1703 особи. Основні галузі зайнятості: освіта, охорона здоров'я та соціальна допомога — 17,7 %, будівництво — 12,6 %, роздрібна торгівля — 11,9 %, науковці, спеціалісти, менеджери — 11,9 %.